# Metoda dokumentów osobistych
Metoda dokumentów osobistych − metoda oparta na analizie wszelkich dokumentów osobistych. Źródłem danych do analizy socjologicznej mogą być: listy, autobiografie, pamiętniki, dzienniki, notatki, rysunki, fotografie, ustne opowiadania, czyli różnego rodzaju dokumenty osobiste. Najczęściej są to dokumenty opisujące historie życia, dokumenty biograficzne. Dlatego metodę wykorzystującą dane w postaci dokumentów osobistych nazywamy metodą biograficzną lub autobiograficzną. Inne jej określenia to: metoda dokumentów osobistych, psychobiograficzna, metoda historii życia, dróg życiowych, metoda trajektorii, metoda pamiętnikarska, metoda historii mówionych.

## Twórcy i dzieje metody
Genezy posługiwania się dokumentami osobistymi w naukach społecznych należy szukać w biografistyce literackiej i historycznej. Bezpośrednią inspiracją były jednak badania psychologiczne i psychiatryczne. Zwłaszcza pojawienie się pod koniec XIX wieku studium przypadku można uznać za fakt istotny dla ukonstytuowania się jednocześnie dwóch metod psychologicznych: psychobiografii i portretu psychologicznego. Pierwsze psychobiografie zostały sporządzone  niezależnie od siebie: przez Władysława Witwickiego (psychobiografia Sokratesa zawarta we wstępie do tłumaczenia  Uczty Platona, 1909) i Zygmunta Freuda (Leonarda da Vinci wspomnienie z dzieciństwa, 1910). Do dziś teorie, które wykorzystuje się do badań biograficznych w psychologii, najczęściej wywodzą się z nurtu psychoanalizy (ale metoda dokumentów osobistych to nie psychobiografia).
Zastosowanie dokumentów osobistych do badań naukowych w socjologii związane jest z osobą Williama Isaaca Thomasa – psychologa, socjologa i antropologa, współtwórcy szkoły chicagowskiej. Jednym z osiągnięć szkoły chicagowskiej było zainteresowanie psychologów, socjologów i antropologów amerykańskich badaniami empirycznymi. Sam Thomas, który w psychologii społecznej chciał widzieć naukę empiryczną, ok. 1908 r. podjął badania w środowisku imigrantów osiedlających się w Stanach Zjednoczonych. W latach 1909–1910 zaczął gromadzić listy imigrantów polskich, które w pierwotnych zamierzeniach miały stać się podstawą przyszłej wielkiej publikacji o charakterze źródłowym, a w 1912 r. po raz pierwszy sformułował postulat wykorzystywania w badaniach społecznych takich materiałów, jak dzienniki, autobiografie, księgi sądowe, kościelne, kazania i programy szkolne (Thomas, 1911 – 1912). Wkrótce jednak, rezygnując z wydawnictwa o charakterze wyłącznie źródłowym, wspólnie z Florianem Znanieckim opracował i wydał zebrane listy polskich imigrantów w postaci pięciotomowego dzieła Chłop polski w Europie i Ameryce.
O ile wkładem Thomasa we wspólne dzieło obu uczonych było wykorzystanie listów prywatnych do analizy zagadnień społecznych, o tyle zasługą Znanieckiego było użycie do tego celu pamiętników. W Chłopie polskim znalazły się dwa rodzaje pamiętników: zastane Pamiętniki włościanina Jana Słomki i napisany na zamówienie badacza za obietnicę honorarium autorskiego Pamiętnik Władka – Władysława Wiśniewskiego.
Dzieło Thomasa i Znanieckiego, opierające badania empiryczne na źródłach nowego typu i zawierające nowe koncepcje teoretyczne, było w dziejach socjologii wydarzeniem bardzo istotnym, dało początek metodzie dokumentów osobistych, inaczej – metodzie biograficznej.
W rozwoju metody biograficznej można wyróżnić trzy okres. Pierwszy przypada na lata międzywojenne, są to początki metody, rozwijanie jej założeń i praktycznych zastosowań. Obok dzieła Thomasa i Znanieckiego warto odnotować prace Clifforda R. Shawa np. The Jack Roller: A Delinquent Boy's Own Story (1930) oraz Charlotty Buhler Der menschliche Lebenslauf als psychologisches Problem (1933). W dyskusji metodologicznej wzięli wówczas udział: John Dollard (1935), Herbert Blumer (1939) i Robert C. Angell (1945).
Drugi etap trwający od końca II wojny światowej do połowy lat sześćdziesiątych to okres znacznego spadku zainteresowania metodą biograficzną. Daniel Bertaux stwierdza, że ten typ badań przeszedł drogę „od entuzjazmu w latach dwudziestych do jawnego odrzucenia w latach pięćdziesiątych; od najbardziej pozytywnych opinii Thomasa i Znanieckiego […] do najsilniejszej formy krytyki: milczenia”. Zaistnienie takiej sytuacji przypisuje się znacznemu wzrostowi popularności metod badawczych umożliwiających uwzględnieni strukturalnych zmiennych społecznych oraz testowanie hipotez odpowiadających abstrakcyjnym teoriom. Mimo to w tym czasie powstały jednak takie prace, jak Alexandra Leightona Gregorio The Hand-Trembler: A Psychological Study of a Navaho Indian (1949), Roberta W. White’a Lives In Progress (1952), Erika H. Eriksona Young Man Luther (1958), czy Oscara Lewisa Sanchez i jego dzieci. Autobiografia rodziny meksykańskiej (1961).
Trzeci etap w dziejach metody - trwający do dziś -  to jej renesans czy ponowne odkrycie, związane przede wszystkim z ustaleniami teoretycznymi Petera L. Bergera, Thomasa Luckmana, Barneya G. Glasera i Anselma L. Straussa oraz Alfreda Schütza. Cechą charakterystyczną tego etapu jest wielość orientacji teoretycznych i metodologicznych, czego konsekwencją staje się różnorodność zasad wyboru  obiektu badań, stosowanych procedur i technik badawczych oraz aparatu pojęciowego. Trudno mówić współcześnie o jednej metodzie dokumentów osobistych. Najbardziej znaczące prace z tego okresu bądź podejmują nowe poszukiwania w obszarze teoretycznego zaplecza metody, bądź po staremu koncentruje się na biografii jako przedmiocie badań. Współcześnie uprawiających tę metodę znajdują się: Bertaux, Ivonne Bertaux-Wiame, Hans-Georg Brose, Maurizio Catani, Norman K. Denzin, Franco Ferrarotii, Wolfram Fischer, Richard Grathoff, Ingeborg Helling, Martin Kohli.

## Techniki metody biograficznej
Metoda biograficzna wiąże się przede wszystkim z pozyskiwaniem dokumentów osobistych. Uzyskiwane przez nią dokumenty dzielą się na zastane, powstałe niezależnie od potrzeb badań, oraz sprowokowane przez badacza. Najczęściej uzyskuje się je w wyniku konkursów na autobiografie i pamiętniki. Przedmiotem zainteresowania badaczy są również historie mówione. Często przybierają one postać wywiadów narracyjnych. Bada się także historie życia, drogi życiowe czy przebieg życia (trajektorie). W tym przypadku stosuje się różne podejścia metodologiczne i różne sposoby analizy. Klasyfikację sposobów użytkowania dokumentów biograficznych przedstawił Jan Szczepański (1971, s.8). Są to:
- metoda konstrukcyjna – polegająca na studiowaniu wielu dokumentów osobistych punktu widzenia określonego problemu;
- metoda egzemplifikacji  - ilustrowanie i uzasadnianie przyjętych hipotez przykładami z dokumentów;
- metoda analizy treści – zastosowanie do analizy dokumentów osobistych tych technik, które stosuje się w analizie przekazów komunikacyjnych.
- metoda statystyczna;
- metoda typologiczna – ustalanie na podstawie dokumentów oraz w samych dokumentach biograficznych interesujących badacza kategorii.

## Problemy metodologiczne – krytyka i obrona metody
Metoda dokumentów osobistych spotykała się z krytyką ze strony różnych orientacji teoretycznych i metodologicznych. W początkowym okresie behawioryści podważali jej walor naukowy, zarzucając niesprawdzalność twierdzeń i niemożność intersubiektywnej kontroli wyników. Określali ją jako metodę bajkowo-empiryczną czy anegdotyczno-empiryczną. Marksiści z kolei kwestionowali jej założenia ontologiczne: ponieważ społeczeństwo ma charakter przede wszystkim obiektywny, więc wyciąganie szerszych wniosków z tego, co subiektywne, wtórne, jest nieuprawnione. Najczęściej jednak krytyka pochodziła od zwolenników paradygmatu pozytywistycznego. W generalnym sporze z przedstawicielami nurtów antypozytywistycznych o orientacji humanistycznej zarzucali oni metodzie biograficznej brak reprezentatywności uzyskiwanych danych. Argumentowali, że istnieje możliwość oszustwa ze strony twórcy dokumentu, że może mu braknąć obiektywizmu lub możności odzwierciedlania opisywanych faktów ze względu na zawodność pamięci, uprzedzenia, uleganie nastrojom, niewiedzę itp. Zwracali uwagę, że autorzy dokumentów osobistych wykazują tendencję do uproszczania opisywanych zdarzeń, ludzi i grup, że interpretują rzeczywistość, że język dokumentu bywa niejasny, że dokument może mieć literacki charakter.
Wielu zwolenników współczesnych nurtów humanistycznych i kierunków badawczych nawiązujących do kategorii znaczenia wykorzystywanie dokumentów osobistych uzasadnia metodologicznie. Zwracają oni uwagę, że problematyki zjawisk socjologicznych nie wyczerpuje ich wymiar makrospołeczny, że nie można nie doceniać podmiotowej roli jednostki w życiu społecznym. Z tego powodu uważają za konieczne uwzględnianie w badaniach społecznych perspektywy subiektywnej. Wątki takie można odnaleźć w fenomenologii, symbolicznym interakcjonizmie, socjologii kognitywnej i etnometodologii, a także w niektórych nurtach neomarksizmu.

## Obiektywność i subiektywność
Metodologiczne problemy badań biograficznych są dyskutowane obecnie w nowej perspektywie. Zwraca się uwagę, że problem prawdziwości czy wiarygodności uzyskiwanych materiałów może być ujmowany inaczej niż w badaniach innego typu. Kategorie prawdy i fałszu nie są użyteczne w badaniach biograficznych, ponieważ konstrukcja znaczenia jest zależna od czasu, sytuacji interakcyjnej i zainteresowań uczestników interakcji. Ta sama osoba może dostarczyć wiele wersji biografii – w zależności od tego, w jakim okresie życia je konstruuje i do kogo je adresuje. Te różne rekonstrukcje odnoszą się do jednego i tego samego obiektu – do życia badanej osoby. Czy można zatem powiedzieć, że pewne elementy rekonstrukcji biograficznej są prawdziwe, inne zaś fałszywe?

## Trafność – ustalanie faktów
Innym problemem podnoszonym przez badaczy jest zagadnienie trafności, które da się sprowadzić do pytania: O jakich obiektach badania informują nas dane biograficzne? Jeżeli celem jest  uzyskanie wiedzy o sekwencjach zdarzeń typowych dla określonej grupy, to problemy dotyczące dojrzałości badanej osoby, jej pamięci, zainteresowania pozytywnym przedstawieniem siebie i użytej przez nią formy literackiej (np. opowiadania smutne i opowiadanie wesołe) mogą stanowić przyczynę wypaczeń rzeczywistości. Denzin (1970) widzi możliwość kontrolowania źródeł (dokumentów, wywiadów itp.) przez ich triangulację, czyli współrozpatrywanie, oraz analizę z perspektywy różnych aktorów pozostających w związku z badaną osobą. Procedura „ustalania faktów” polega zatem na szukaniu zgodności między różnymi źródłami i perspektywami. To jednak, co liczy się jak „fakty” w grupie badanych, często musi być rekonstruowane przez socjologa. Współcześnie dokumenty osobiste rozumiane jako dokumenty biograficzne ujmuje się najczęściej jako „akty świadomości społecznej”. W związku z tym:
- każdy dokument osobisty jest dokonywaną przez autora interpretacją własnego życia, własnych doświadczeń  oraz rzeczywistości społecznej, której był uczestnikiem;
- interpretacja zależy od momentu, którym dokument powstał, jego treść oddaje to, jak autor interpretuje siebie i cała opisaną rzeczywistość w danym momencie, a nie w przeszłości, nawet jeśli opisuje co myślał i czuł kiedyś;
- treść dokumentu oddaje zasób wiedzy podręcznej jego autora, wiedzy nagromadzonej w ciągu  całego życia;
- dokument biograficzny zawiera taki sposób typizacji rzeczywistości, sformułowany na podstawie dotychczasowej historii życia;
- treść dokumentu zawiera cele i orientacje poszczególnych jednostek, ich hierarchię i systemy istotności.

Na podstawie większej liczby dokumentów biograficznych można dokonać triangulacji perspektyw, czyli poddać społecznej obiektywizacji indywidualne procesy nadawania znaczeń poszczególnym doświadczeniom i działaniom. Dokument biograficzny dany jest za pomocą systemu znaków i symboli, z których najważniejszy jest język. Ma on charakter indeksykalny (wskaźnikowy), określający, co z doświadczeń życiowych zostało zobiektywizowane, zachowane i zgromadzone oraz co zostało odrzucone i zapomniane.

## Metoda dokumentów osobistych w Polsce
Socjologia polska zaadaptowała metodę dokumentów osobistych do tego stopnia, że niektórzy nazywają ją metodą polską. Dotyczy to zwłaszcza posługiwania się dokumentami wywołanymi: autobiografiami i pamiętnikami pisanymi na zamówienie badacza. Badacze i placówki naukowe ogłaszały konkursy na pamiętniki, autobiografie, wspomnienia i wypowiedzi biograficzne. Sprecyzowano zasady organizowania konkursów, pisania odezw konkursowych i metody opracowywania uzyskanych w ten sposób materiałów. Konsekwencją było również ukształtowanie się społecznego ruchu pamiętnikarskiego organizującego konkursy również dla celów pozanaukowych.
Polscy socjologowie stosujący metodę dokumentów biograficznych nawiązują najczęściej do tradycji intelektualnej Znanieckiego. On sam zresztą rozwijał tę metodę w Polsce międzywojennej. Był pomysłodawcą i realizatorem pierwszego w świecie konkursu na autobiografię pod hasłem „Życiorys własny robotnika” ogłoszonego na Uniwersytecie Poznańskim w 1921 roku. Znaniecki wykształcił też uczniów, wśród których najbardziej znaczącą postacią, rozwijającą i propagującą metodę dokumentów osobistych był Józef Chałasiński. Do reprezentantów innych orientacji teoretycznych w Polsce zajmujących się gromadzeniem lub wykorzystywaniem dokumentów osobistych należeli: Ludwik Krzywicki i Władysław Grabski.
W okresie powojennym początkowo ostro krytykowano metodę dokumentów osobistych jako niemarksistowską. Sytuacja zmieniła się po roku 1956. Zaczęto ogłaszać konkursy na autobiografie, wspomnienia, pamiętniki, wypowiedzi, powstawały opracowania naukowe oparte na tych konkursowych zbiorach. Na przełomie lat siedemdziesiątych i osiemdziesiątych zaznaczyły się wpływ socjologii światowej, odkrywającej na nowo metodę. Współcześnie polscy badacze w różnorodny sposób wykorzystują dokumenty osobiste. Wśród polskich socjologów największy dorobek w zakresie  użytkowania dokumentów biograficznych mają, oprócz Znanieckiego, Chałasiński i Szczepański. W sposób dojrzały tę metodę stosowali lub odwoływali się do niej: Zygmunt Dulczewski, Antonia Kłoskowska, Stanisław Kowalski, Andrzej Kwilecki i Józef Pieter.